# 北岡會
四代目北岡會位於熊本縣熊本市中央區辛島町62原口ビル（原鹿本郡植木町）本部的設置，日本的指定暴力團（犯罪組織）之一・六代目山口組的2次團體；正式成員數約200人（含非正式成員數約300人）。2013年10月 四代目宮本浩二除籍處分，組織解散，殘餘勢力移籍大志會。

## 歷代會長
- 初代：北岡美德（西川組代貸）
- 二代目：前田英明（五代目山口組若中、二代目山健組舎弟、初代前田一家総長）
- 三代目：原口武己（六代目山口組若中、五代目山口組若中）[1]。
- 四代目：宮本浩二（六代目山口組若中）

## 最高幹部
- 會長・宮本浩二（六代目山口組若中、原若頭、宮本組組長）
- 若頭・岩井清司（岩井興業組長）
- 舍弟頭・本田久信
- 其他・岩井猛（岩井總業組長，岩井清司的弟）- 絕緣

## 旗下團體
- 三代目前田一家
- 三代目一連合
- 肥州大倉會
- 二代目宮本組
- 松勝組
- 松岡組
- 二代目原口組
- 入江組
- 永田組

## 資料來源
1. ↑  .   [2013-11-02]. （原始内容存档于2013-11-05）.